# Пуерто-Айора
Пуерто-Айора (ісп. Puerto Ayora) — невелике місто в центральній частині провінції Галапагос, Еквадор. Розташоване на південному березі острова Санта-Крус та є адміністративним центром кантону Санта-Крус. Місто назване на ім'я еквадорського президента Ісідоро Айора. Інколи місто називають на назвою острова, Санта-Крус.
Пуерто-Айора — найбільше за населенням місто Галапагоськиз островів, з населенням понад 10 000 мешканців. Більшість відвідувачів архіпелагу бачать виключно це місто і лише цей населений острів. Також місто має найкраще розвинуту інфраструктуру на архіпелазі. Біля міста знаходиться найбільша мілина островів. У місті працюють школи, готелі, ресторани, нічні клуби, магазини одягу, інструментів, продуктів харчування, сувенірів. Тільки тут працюють інтернет-кафе та телефонні станції. Також місто містить госпіталь, відкритий в 2006 році.
Саме тут розташовані штаб-квартири Фонду Чарльза Дарвіна і Національного парку Галапагос, таким чином місто є центром зусиль по збереженню природи островів. Більшість відвідувачів островів спершу відвідують саме Пуерто-Айору для відвідування дослідницької станції Чарльз-Дарвін і вивчення історії островів та заходів з їх збереження.

## Клімат
Місто знаходиться у зоні, котра характеризується кліматом помірних степів та напівпустель. Найтепліший місяць — лютий із середньою температурою 26.1 °C (79 °F). Найхолодніший місяць — липень, із середньою температурою 22.8 °С (73 °F).
| Клімат Пуерто-Айори     | Клімат Пуерто-Айори | Клімат Пуерто-Айори | Клімат Пуерто-Айори | Клімат Пуерто-Айори | Клімат Пуерто-Айори | Клімат Пуерто-Айори | Клімат Пуерто-Айори | Клімат Пуерто-Айори | Клімат Пуерто-Айори | Клімат Пуерто-Айори | Клімат Пуерто-Айори | Клімат Пуерто-Айори | Клімат Пуерто-Айори |
| Показник                | Січ.                | Лют.                | Бер.                | Квіт.               | Трав.               | Черв.               | Лип.                | Серп.               | Вер.                | Жовт.               | Лист.               | Груд.               | Рік                 |
| Середній максимум, °C   | 30,6                | 30,6                | 30,6                | 30,6                | 30,6                | 29,4                | 26,7                | 28,9                | 27,2                | 28,9                | 29,4                | 30                  | 29,4                |
| Середня температура, °C | 25,6                | 26,1                | 26,1                | 26,1                | 25,6                | 24,4                | 22,8                | 23,9                | 23,3                | 23,9                | 24,4                | 25                  | 24,8                |
| Середній мінімум, °C    | 21,1                | 21,7                | 21,1                | 21,1                | 20,6                | 19,4                | 18,9                | 18,3                | 18,9                | 18,9                | 19,4                | 20,6                | 20                  |
| Норма опадів, мм        | 82                  | 104                 | 99                  | 61                  | 120                 | 53                  | 21                  | 13                  | 20                  | 27                  | 35                  | 22                  | 657                 |
| Днів з опадами          | 12                  | 13                  | 13                  | 10                  | 9                   | 6                   | 7                   | 7                   | 24                  | 8                   | 7                   | 9                   | 125                 |
| ----------------------- | ------------------- | ------------------- | ------------------- | ------------------- | ------------------- | ------------------- | ------------------- | ------------------- | ------------------- | ------------------- | ------------------- | ------------------- | ------------------- |
| Джерело: Weatherbase    |                     |                     |                     |                     |                     |                     |                     |                     |                     |                     |                     |                     |                     |

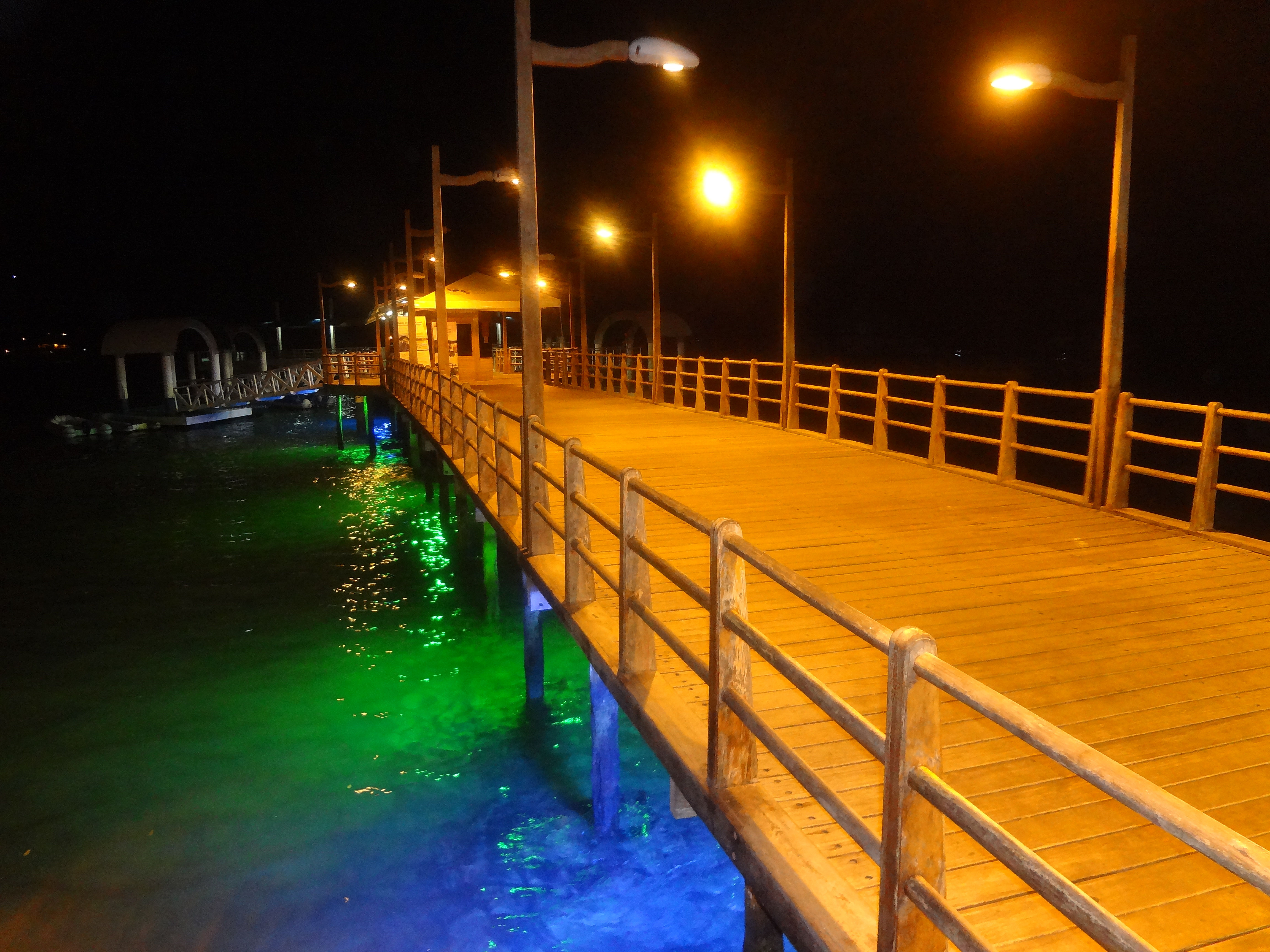
Пуерто-Айора
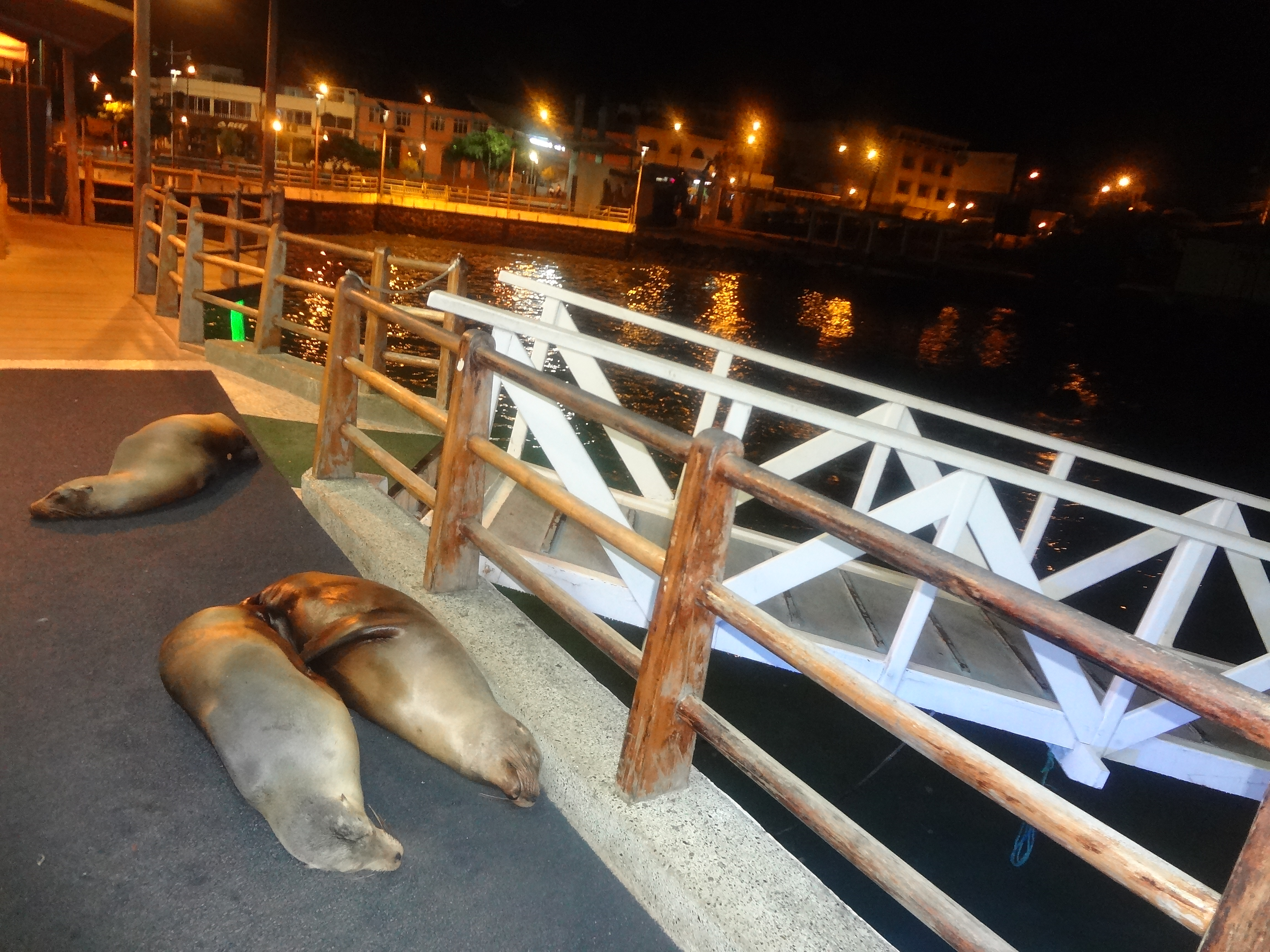
(Zalophus wollebaeki),Пуерто-Айора
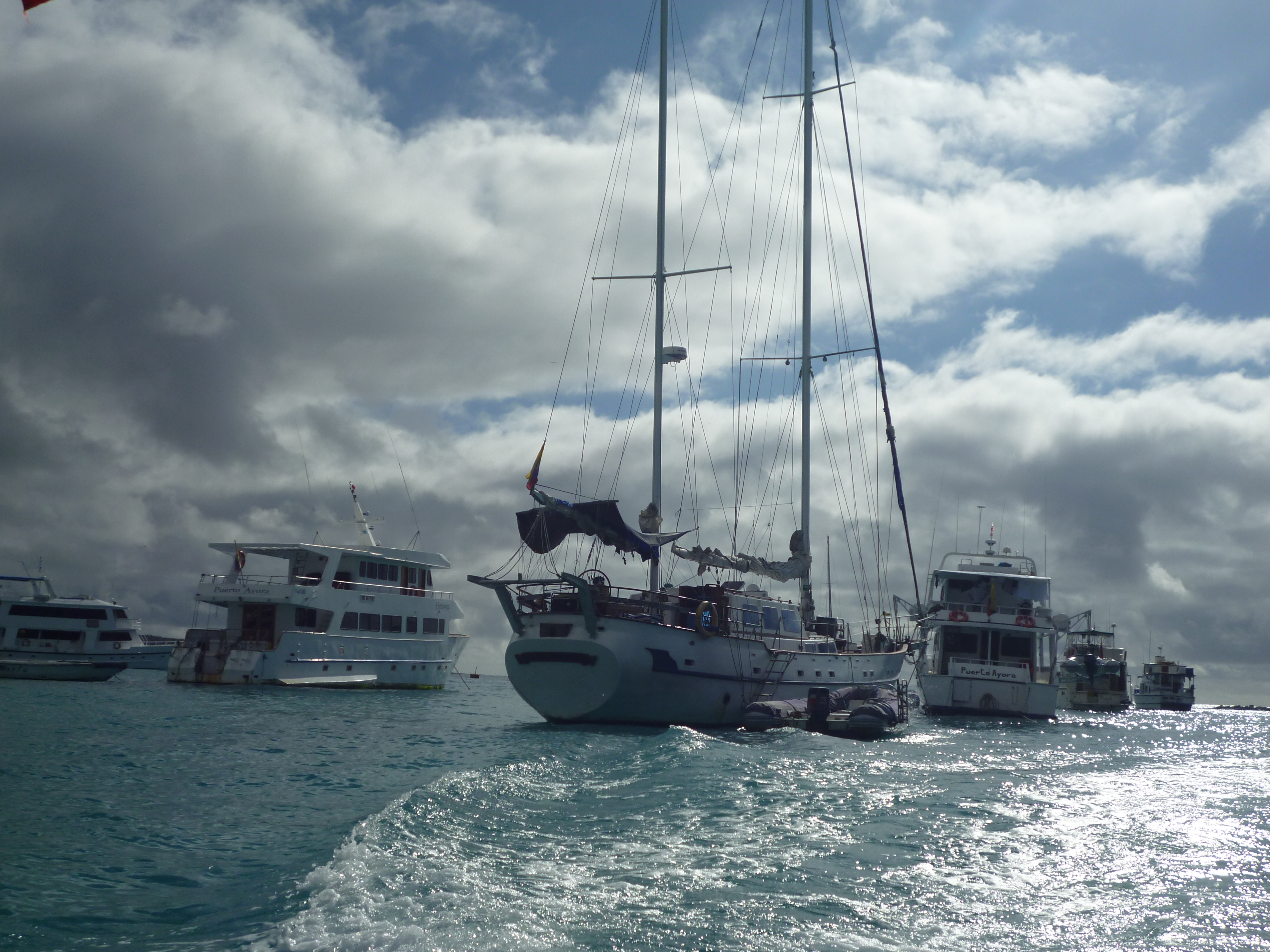
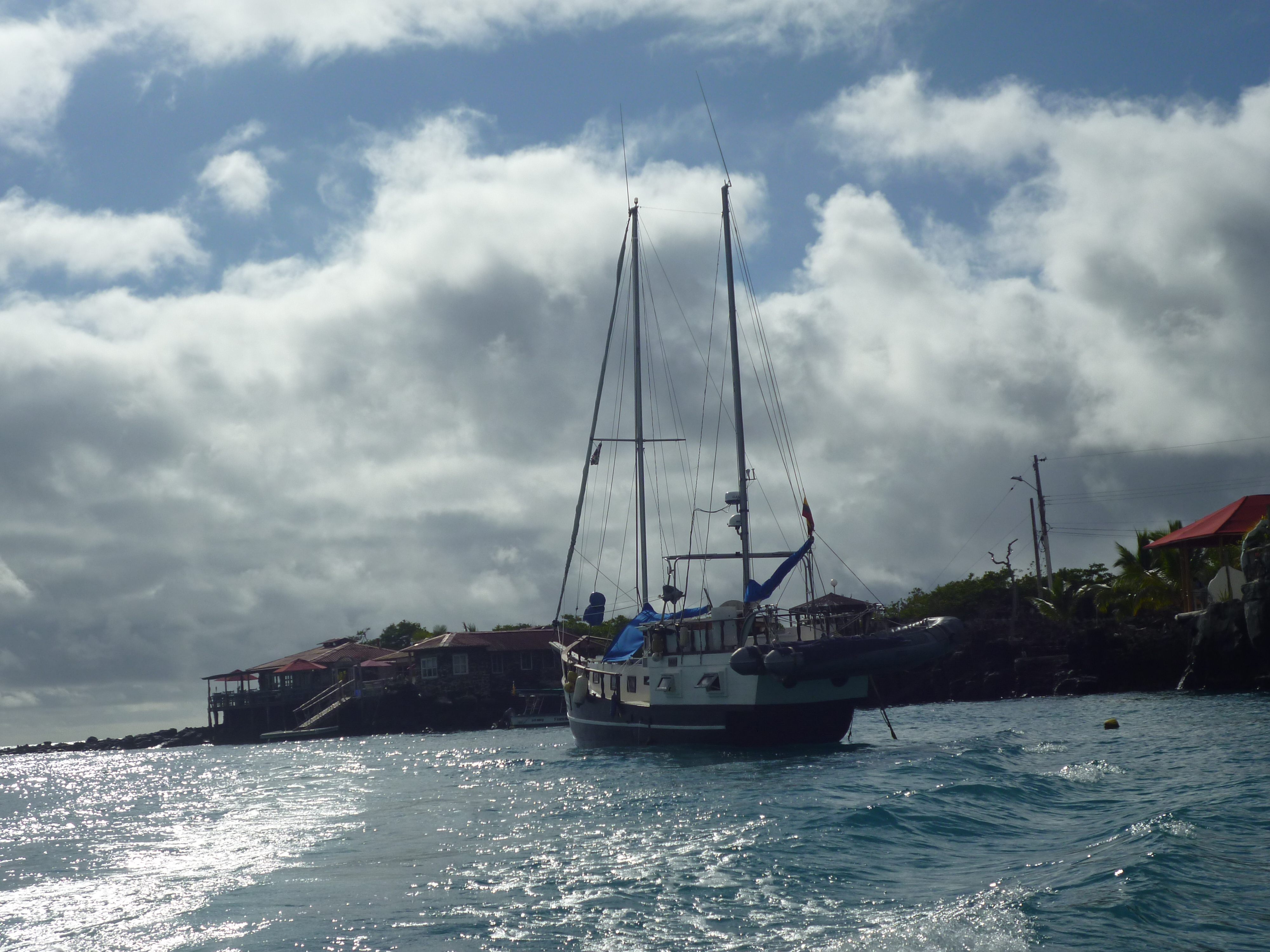
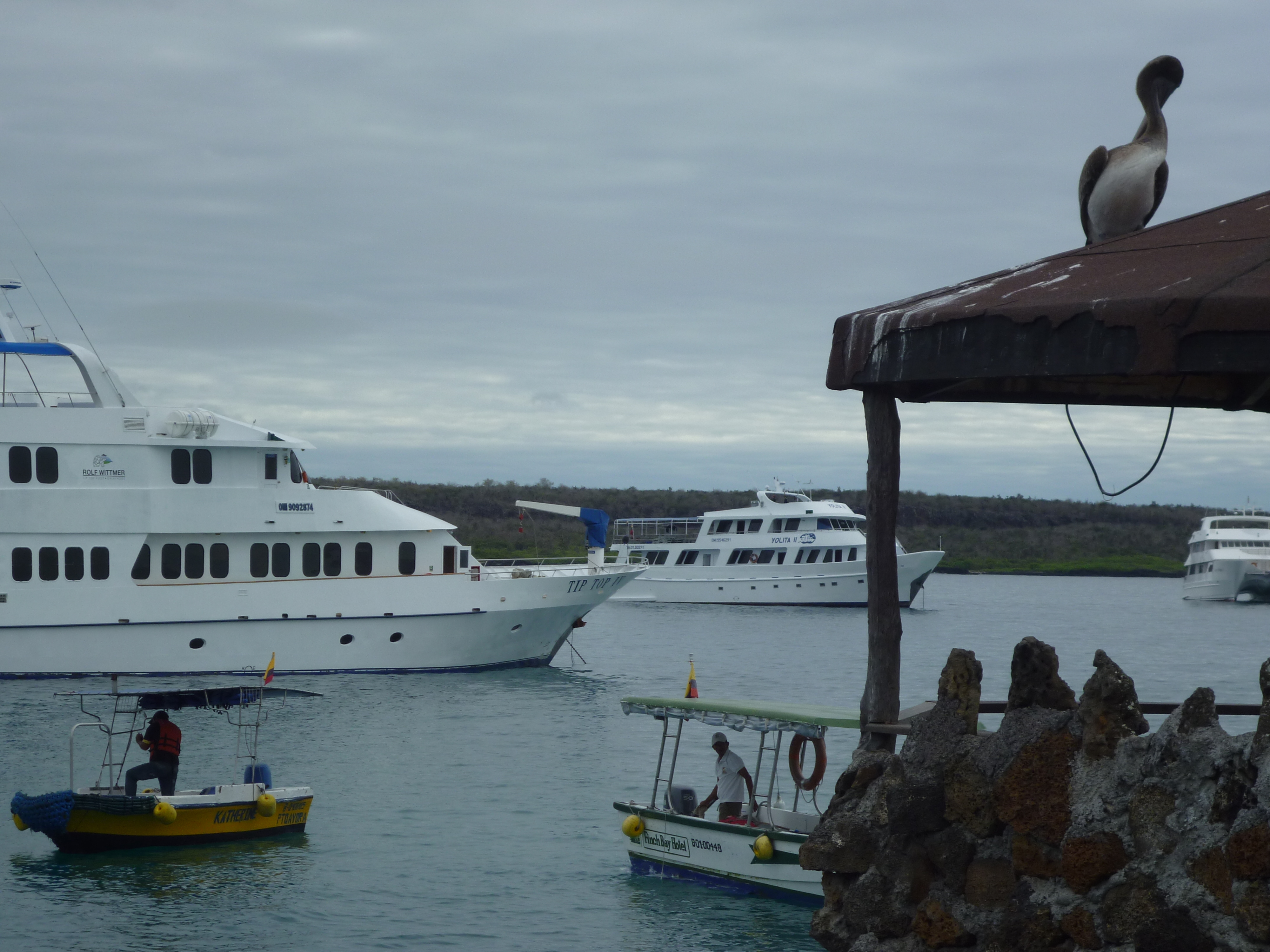
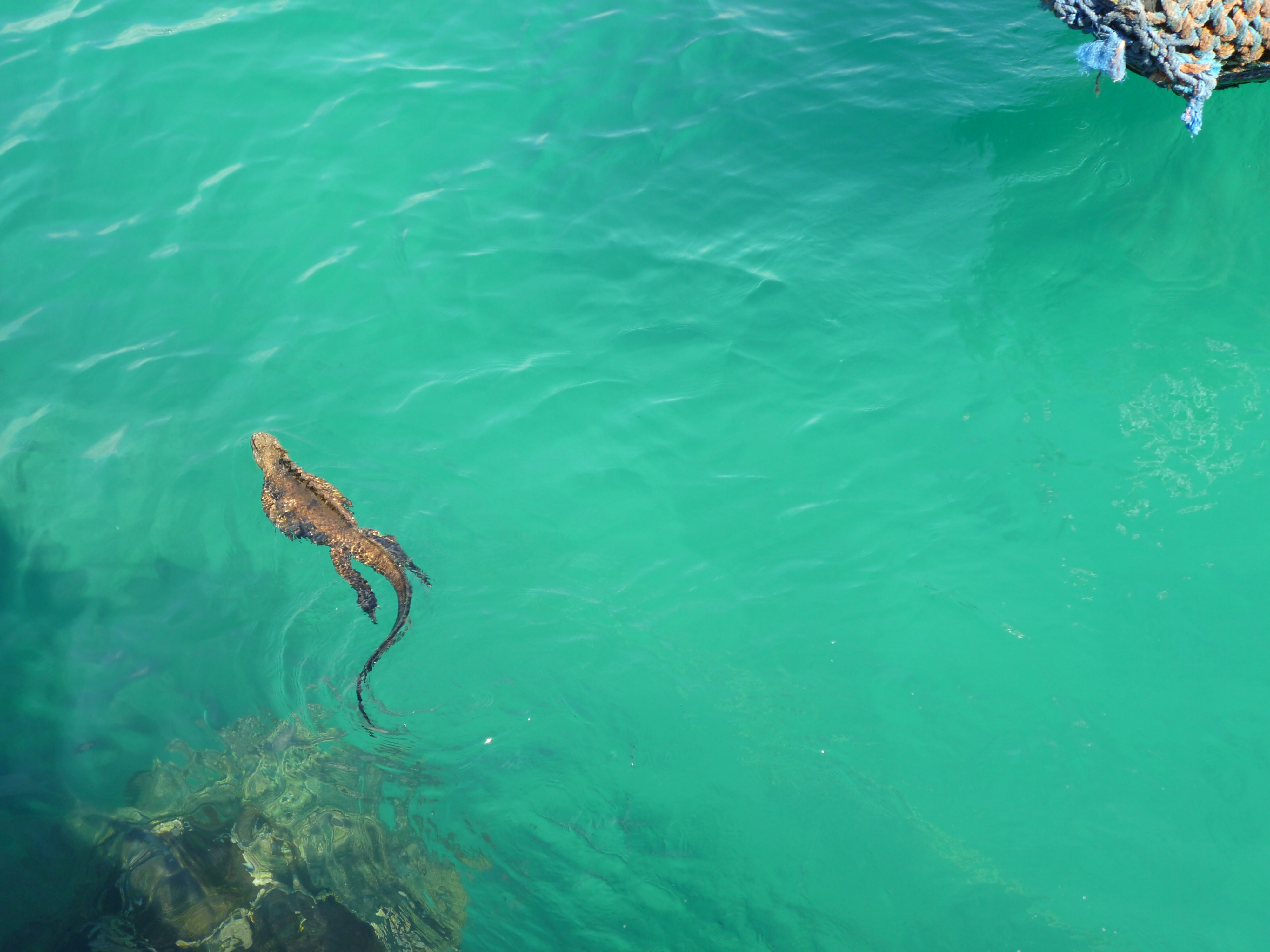
(Amblyrhynchus cristatus)